# Juan Larré
Pour les articles homonymes, voir Larré.
Juan Andrès Larré est un ancien joueur uruguayen de football qui évoluait au poste de milieu de terrain (numéros 8 ou 10, droitier, 1,79 m, 76 kg). Il est né le 5 août 1967 à San José en Uruguay. Il a la particularité d'avoir effectué l'essentiel de sa carrière professionnelle en France. S'occupe actuellement du centre de formation des Chamois niortais FC.

## Clubs successifs
- Uruguay, Bella Vista Montevideo 1984/1987
- Chamois niortais FC 1987/1990
- Gazélec Ajaccio 1990/1993
- Uruguay, Nacional Montevideo 1993/1995
- SCO Angers 1995/1997
- 1er match pro en France : le 18 juillet 1987, Chamois niortais FC -1-1- RC Lens (D1).

## Statistiques
- Footballeur professionnel de 1985 à 1997 (12 saisons).
- 181 matchs en championnat / 36 buts (en 10 saisons, 1987/1997).
- 158 matchs en championnat de France / 29 buts (en 8 saisons, D1/D2).

## Palmarès Joueur
- Uruguay International (6 sélections), participation à 1 Coupe du monde de Football (1990 en Italie).
- Uruguay Bella Vista Montevideo, 1/4 de finale de la Copa Libertadores 1985.
- Gazélec Ajaccio Meilleur joueur corse, saison 1991/1992.

## Résultats par saison
| Saison    | Equipe                         | Championnat | Coupes                                |
| 1996/1997 | SCO Angers                     | National 1  | /                                     |
| 1995/1996 | SCO Angers                     | Division 2  | 16e de finale Coupe de France         |
| 1994/1995 | Uruguay Nacional Montevideo    | Division 1  | /                                     |
| 1993/1994 | Uruguay Nacional Montevideo    | Division 1  | 16e de finale de la Copa Libertadores |
| 1992/1993 | Gazélec Ajaccio                | Division 2  | 8e de finale Coupe de France          |
| 1991/1992 | Gazélec Ajaccio                | Division 2  | 1/4 de finale Coupe de France         |
| 1990/1991 | Gazélec Ajaccio                | Division 2  | 8e de finale Coupe de France          |
| 1989/1990 | Chamois niortais FC            | Division 2  | 32e de finale Coupe de France         |
| 1988/1989 | Chamois niortais FC            | Division 2  | 32e de finale Coupe de France         |
| 1987/1988 | Chamois niortais FC            | Division 1  | 32e de finale Coupe de France         |
| 1986/1987 | Uruguay Bella Vista Montevideo | Division 1  | /                                     |
| 1985/1986 | Uruguay Bella Vista Montevideo | Division 1  | /                                     |
| 1984/1985 | Uruguay Bella Vista Montevideo | Division 1  | 1/4 de finale de la Copa Libertadores |